# Flugplatz Bissaya Barreto

i7
i11
i13
Der Flugplatz Bissaya Barreto (port.: Aeródromo Municipal Bissaya Barretoⓘ, IATA-Code: CBP, ICAO-Code: LPCO), auch bekannt als Aeródromo de Coimbra, ist ein portugiesischer, regionaler Flugplatz in der Gemeinde Antanhol, sieben Kilometer von Coimbra entfernt. Der Flugplatz, der von der Stadt Coimbra betrieben wird, besitzt eine 30 Meter breite und 920 Meter lange Start- und Landebahn und wird ausschließlich von privaten Flugzeugen und einzelnen Sportvereinen genutzt. Zudem sind eine Bahnbeleuchtung, Auftankmöglichkeiten, einige Hangars und ein Restaurant vorhanden.